# 圆顶越桔
圆顶越桔（学名：Vaccinium cavinerve）为杜鹃花科越桔属下的一个种。

## 扩展阅读
- 維基物種上的相關：圆顶越桔